# Temporada 1957 de las Grandes Ligas de Béisbol
La Temporada 1957 de las Grandes Ligas de Béisbol fue la última temporada para Brooklyn Dodgers y New York Giants en la ciudad de New York 
antes de su traslado a California para la siguiente temporada. Nueva York no tendría un equipo en la Liga Nacional hasta que los Mets comenzaran a disputarla en 1962
La temporada finalizó cuando Milwaukee Braves derrotó en la Serie Mundial a New York Yankees, en siete juegos.

## Premios y honores
- MVP
  - Mickey Mantle, New York Yankees (AL)
  - Ernie Banks, Milwaukee Braves (NL)
- Premio Cy Young
  - Warren Spahn, Milwaukee Braves (NL)
- Novato del año
  - Tony Kubek, New York Yankees (AL)
  - Jack Sanford, Philadelphia Phillies (NL)

## Temporada Regular
| Liga Americana        | Liga Americana | Liga Americana | Liga Americana | Liga Americana | Liga Americana | Liga Americana |
| Equipo                | V              | D              | CTE            | JD             | LOCAL          | VISITA         |
| --------------------- | -------------- | -------------- | -------------- | -------------- | -------------- | -------------- |
| New York Yankees      | 98             | 56             | .636           | -              | 48-29          | 50-27          |
| Chicago White Sox     | 90             | 64             | .584           | 8              | 45-32          | 45-32          |
| Boston Red Sox        | 82             | 72             | .532           | 16             | 44-33          | 38-39          |
| Detroit Tigers        | 78             | 76             | .506           | 20             | 45-32          | 33-44          |
| Baltimore Orioles     | 76             | 76             | .500           | 21             | 42-33          | 34-43          |
| Cleveland Indians     | 76             | 77             | .497           | 21             | 40-37          | 36-40          |
| Kansas City Athletics | 59             | 94             | .386           | 38½            | 37-40          | 22-54          |
| Washington Senators   | 55             | 99             | .357           | 43             | 28-49          | 27-50          |

| Liga Nacional         | Liga Nacional | Liga Nacional | Liga Nacional | Liga Nacional | Liga Nacional | Liga Nacional | Liga Nacional |
| Equipo                | V             | D             | CTE           | JD            | LOCAL         | VISITA        |               |
| --------------------- | ------------- | ------------- | ------------- | ------------- | ------------- | ------------- | ------------- |
| Milwaukee Braves      | 95            | 59            | .617          | -             | 45-32         | 50-27         |               |
| St. Louis Cardinals   | 87            | 67            | .565          | 8             | 42-35         | 45-32         |               |
| Brooklyn Dodgers      | 84            | 70            | .545          | 11            | 43-34         | 41-36         |               |
| Cincinnati Redlegs    | 80            | 74            | .519          | 15            | 45-32         | 35-42         |               |
| Philadelphia Phillies | 77            | 77            | .500          | 18            | 38-39         | 39-38         |               |
| New York Giants       | 69            | 85            | .448          | 26            | 37-40         | 32-45         |               |
| Chicago Cubs          | 62            | 92            | .403          | 33            | 31-46         | 31-46         |               |
| Pittsburgh Pirates    | 62            | 92            | .403          | 33            | 36-41         | 26-51         |               |

## Postemporada
NL Milwaukee Braves (4) vs. AL New York Yankees (3)
|                                         |
| Campeón Milwaukee Braves Segundo Título |

## Líderes de la liga

### Liga Americana
Líderes de Bateo 
| Categoría           | Jugador       | Equipo | Marca |
| ------------------- | ------------- | ------ | ----- |
| Porcentaje de bateo | Ted Williams  | BOS    | .388  |
| Cuadrangulares      | Roy Sievers   | WSA    | 42    |
| Carreras Impulsadas | Roy Sievers   | WSA    | 114   |
| Carreras Anotadas   | Mickey Mantle | NYY    | 121   |
| Hits                | Nellie Fox    | CHW    | 196   |
| Robo de Bases       | Luis Aparicio | CHW    | 28    |

Líderes de Pitcheo 
| Categoría         | Jugador                  | Equipo  | Marca |
| ----------------- | ------------------------ | ------- | ----- |
| Victorias         | Jim Bunning Billy Pierce | DET CHW | 20    |
| Derrotas          | Chuck Stobbs             | WSA     | 20    |
| ERA               | Bobby Shantz             | NYY     | 2.45  |
| Ponches           | Early Wynn               | CLE     | 184   |
| Entradas Lanzadas | Jim Bunning              | DET     | 267.1 |
| Juegos salvados   | Bob Grim                 | NYY     | 19    |

### Liga Nacional
Líderes de Bateo 
| Categoría           | Jugador          | Equipo  | Marca |
| ------------------- | ---------------- | ------- | ----- |
| Porcentaje de bateo | Stan Musial      | STL     | .351  |
| Cuadrangulares      | Hank Aaron       | MLN     | 44    |
| Carreras Impulsadas | Hank Aaron       | MLN     | 132   |
| Carreras Anotadas   | Hank Aaron       | MLN     | 118   |
| Hits                | Red Schoendienst | STL NYY | 200   |
| Robo de Bases       | Willy Mays       | NYG     | 38    |

Líderes de Pitcheo 
| Categoría         | Jugador       | Equipo | Marca |
| ----------------- | ------------- | ------ | ----- |
| Victorias         | Warren Spahn  | MLN    | 21    |
| Derrotas          | Robin Roberts | PHI    | 22    |
| ERA               | Johnny Podres | BRO    | 2.66  |
| Ponches           | Jack Sanford  | PHI    | 188   |
| Entradas Lanzadas | Bob Friend    | PIT    | 277   |
| Juegos salvados   | Clem Labine   | BRO    | 17    |